# Sida grazielae
Sida grazielae är en malvaväxtart som beskrevs av H. Monteiro. Sida grazielae ingår i släktet sammetsmalvor, och familjen malvaväxter. Inga underarter finns listade i Catalogue of Life.